# Lya Mara
Aleksandra Gudowicz (Riga, Gobernación  de Livonia, Imperio Ruso; 1 de agosto de 1897 – Cantón del Tesino, Suiza, 1 de marzo de 1960), conocida como Lya Mara y también Mia Mara, fue una actriz teatral y cinematográfica letona de origen polaco, una de las figuras más importantes del cine mudo alemán.

## Biografía
Nació en el seno de una familia de raíces polacas en la ciudad de Riga, en aquel momento parte del territorio de Livonia. Siendo joven quería estudiar química, como la entonces famosa Marie Curie, aunque finalmente estudió ballet, llegando a formar parte del elenco del Teatro Nacional de Riga. Sin embargo, en 1913, justo antes del inicio de la Primera Guerra Mundial, ella y su familia se trasladaron a Varsovia, que en esos años también formaba parte del Imperio ruso, llegando a ser primera bailarina en esa ciudad.
En Varsovia, hizo su primera actuación en un film mudo, Wsciekly rywal (1916, con el nombre de Mia Mara), participando poco después en Bestia (1917), cinta dirigida por Aleksander Hertz. Otra estrella polaca, Pola Negri, protagonista del film, tras rodar esa cinta viajó a Berlín, y Mara siguió sus pasos. Eran los años de la Primera Guerra Mundial, y Polonia, ocupada desde 1915 por los alemanes, pasó a ser parte del Imperio alemán.
Su primera película en Alemania fue Halkas Gelöbnis (1918), dirigida por el director austriaco Alfred Halm, y producida por el joven director y productor Friedrich Zelnik, con el que Mara se casó en 1918. Zelnik la llevó al estrellato en Alemania, trabajando principalmente en películas dirigidas y producidas por su marido. A partir de 1920 la compañía productora de Zelnik fue llamada Zelnik-Mara-Film GmbH. Mara hizo importantes papeles como Charlotte Corday, Anna Karenina (1919) y Manon, ganándose el favor del público con su encanto y atractivo juvenil. Ella y su marido se convirtieron en celebridades, recibiendo en su casa a muchos conocidos artistas. Además, su popularidad se acrecentó por los centenares de fotografías impresas en tarjetas, así como en publicidad de chocolates y cigarrillos.
Sin embargo, un grave accidente de tráfico a finales de los años 1920 interrumpió su carrera. Además, no consiguió adaptarse con éxito a las nuevas condiciones de rodaje impuestas por la llegada del cine sonoro, aunque su marido fue el primer cineasta que llevó a cabo la postsincronización de una película en 1929. Su única película sonora rodada fue Jeder fragt nach Erika(1931), dirigida por Zelnik.
Con la llegada de Hitler al poder en Alemania (1933), el matrimonio emigró a Londres. No existen registros que demuestren que ella actuó en el cine allí, y no apareció en ninguna de las películas realizadas por su marido hasta 1939 en Inglaterra y Holanda. Pasó los últimos años de su vida en Suiza, y falleció en ese país en 1960, siendo enterrada en el Cementerio de Ronco sopra Ascona.

## Filmografía
| - Wsciekly rywal, de Aleksander Hertz (1916) - Studenci, de Aleksander Hertz (1916) - Chcemy meza, de Aleksander Hertz (1916) - Bestia, de Aleksander Hertz (1917) - Ballzauber, de Danny Kaden (1917) - Das Geschlecht der Schelme. 1. Teil, de Alfred Halm (1917) - Halkas Gelöbnis, de Alfred Halm (1918) - Die Rose von Dschiandur, de Alfred Halm (1918) - Die Serenyi, de Alfred Halm (1918) - Die Nonne und der Harlekin, de Alfred Halm (1918) - Die Rothenburger, de Lupu Pick (1917) - Das Geschlecht der Schelme. 2. Teil, de Alfred Halm (1918) - Maria Evere, de Frederic Zelnik (1919) - Margarete. Die Geschichte einer Gefallenen, de Frederic Zelnik (1919) - Manon. Das hohe Lied der Liebe, de Frederic Zelnik (1919) - Die kleine Staszewska, de Alfred Halm (1919) - Die Erbin des Grafen von Monte Christo, de Frederic Zelnik (1919) - Die Damen mit den Smaragden, de Frederic Zelnik (1919) - Das Haus der Unschuld, de Frederic Zelnik (1919) - Das Fest der Rosella, de Frederic Zelnik (1919) - Charlotte Corday, de Frederic Zelnik (1919) - Anna Karenina, de Frederic Zelnik (1919) - Yoshiwara, die Liebesstadt der Japaner, de Arthur Bergen (1920) - Eine Demimonde-Heirat, de Martin Zickel (1920) - Kri-Kri, die Herzogin von Tarabac, de Frederic Zelnik (1920) - Die Erlebnisse der berühmten Tänzerin Fanny Elßler, de Frederic Zelnik (1920) - Der Apachenlord, de Fred Sauer (1920) - Fasching, de Frederic Zelnik (1921) | - Wer unter Euch ohne Sünde ist..., de Fred Sauer (1921) - Die Geliebte des Grafen Varenne, de Frederic Zelnik (1921) - Miss Beryll... die Laune eines Millionärs, de Frederic Zelnik (1921) - Aus den Memoiren einer Filmschauspielerin, de Frederic Zelnik (1921) - Das Mädel von Picadilly, 1. Teil, de Frederic Zelnik (1921) - Das Mädel von Picadilly, 2. Teil, de Frederic Zelnik (1921) - Lydia Sanin, de Frederic Zelnik (1922) - Die Geliebte des Königs, de Frederic Zelnik (1922) - Tanja, die Frau an der Kette (1922) - Yvette, die Modeprinzessin, de Frederic Zelnik (1922) - Daisy. Das Abenteuer einer Lady, de Frederic Zelnik (1923) - Nelly, die Braut ohne Mann, de Frederic Zelnik (1924) - Das Mädel von Capri, de Frederic Zelnik (1924) - Auf Befehl der Pompadour, de Frederic Zelnik (1924) - Ein Weihnachtsfilm für Große, de Paul Heidemann (1924) - Die Venus von Montmarte, de Frederic Zelnik (1925) - Bajo la máscara del placer, de Georg Wilhelm Pabst (1925) - Frauen, die man oft nicht grüßt, de Frederic Zelnik (1925) - Die Försterchristel, de Frederic Zelnik (1926) - An der schönen blauen Donau, de Frederic Zelnik (1926) - Die lachende Grille, de Frederic Zelnik (1926) - Der Zigeunerbaron, de Frederic Zelnik (1927) - Die Weber, de Frederic Zelnik (1927) - Das tanzende Wien, de Frederic Zelnik (1927) - Heut tanzt Mariett, de Frederic Zelnik (1928) - Mary Lou, de Frederic Zelnik (1928) - Mein Herz ist eine Jazzband, de Frederic Zelnik (1928) - Der rote Kreis, de Frederic Zelnik (1929) - Jeder fragt nach Erika, de Frederic Zelnik (1931) |